# Лейкосоединения
Лейкосоединения — бесцветные или слабо окрашенные восстановленные формы многих органических красителей (например, индигоидных, трифенилметановых, хинониминовых, антрахиноновых, сернистых), широко используемые в кубовом крашении и легко восстанавливаемые в исходные красители. Растворимы в воде или в водном щелочном растворе.
Название Лейкосоединения происходит от древнегреческого слова λευκός — белый.